# Citrus reticulata
Il mandarino (Citrus reticulata Blanco, 1837, nomen conservandum) è un albero da frutto appartenente alla famiglia delle Rutacee.
È uno dei tre agrumi, assieme al cedro ed al pomelo, da cui si originano, per successivi incroci e ibridazioni, tutte le specie commestibili di agrumi oggi note.

## Etimologia
Il nome mandarino si può riferire tanto alla pianta, quanto al suo frutto. Deriva dalla Cina tropicale, ed è identico al nome dato agli antichi funzionari politici imperiali (e alla relativa famiglia di lingue) in quanto questi erano vestiti con un mantello arancione. La coltivazione del frutto arrivò in Europa soprattutto in Portogallo e in Spagna, dove cominciò a diffondersi intorno al XV secolo.

## Descrizione

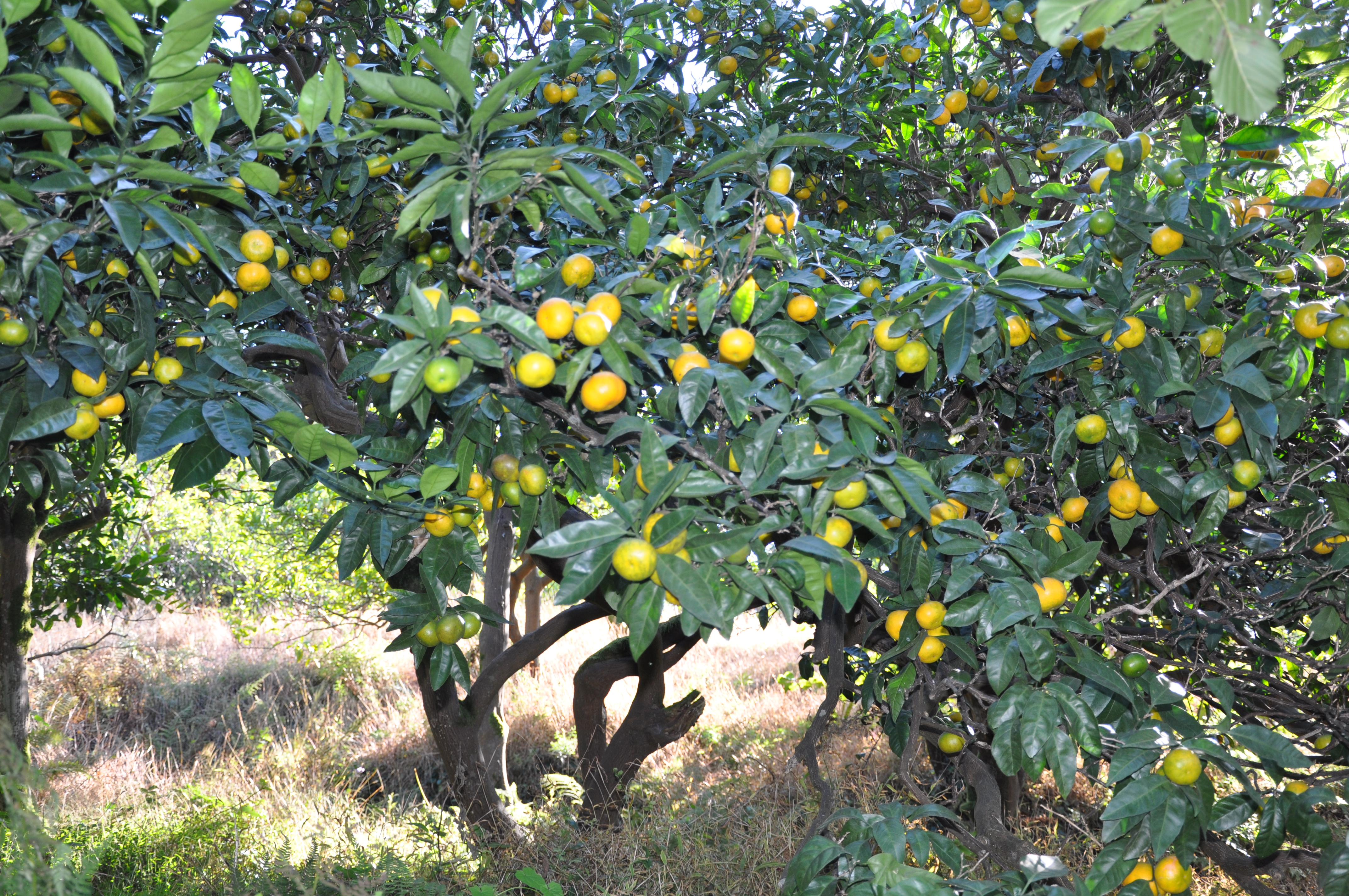

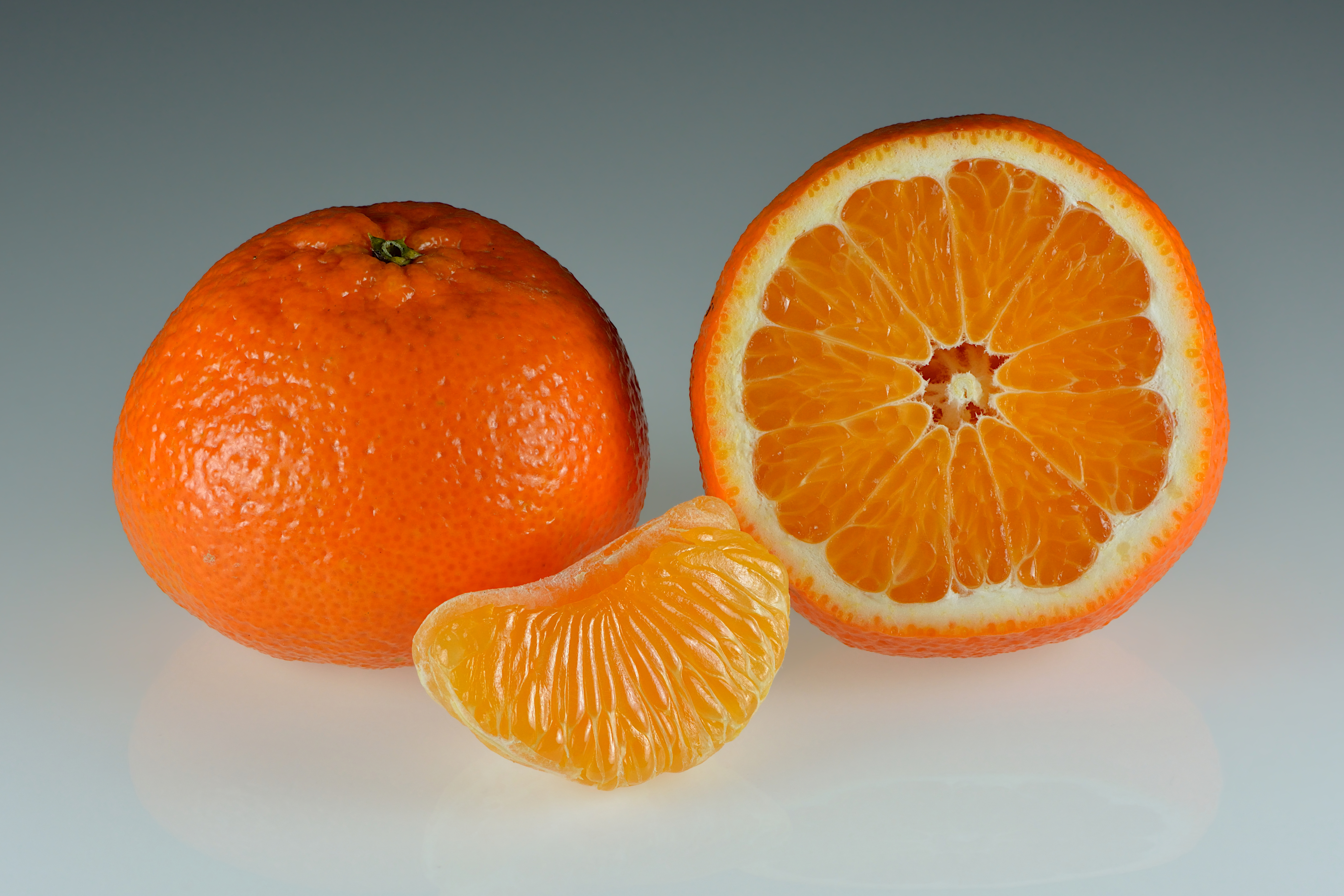

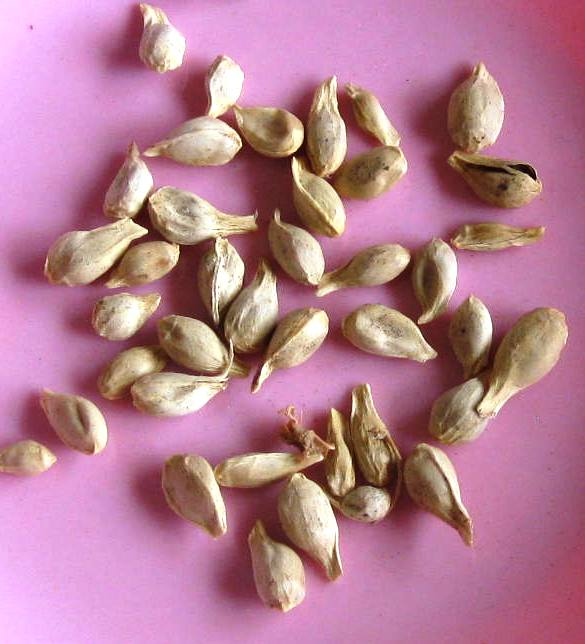
Semi di mandarino

Il mandarino è un arbusto poco più alto di due metri, in alcune varietà fino a quattro metri. Le foglie sono piccole e profumatissime.
Il frutto è di forma sferoidale, un po' appiattito all'attaccatura, e si lascia cogliere facilmente. La polpa è di colore arancio chiaro, costituita da spicchi facilmente separabili, molto succosa e dolce, entro la quale vi sono immersi numerosi semi. La buccia è di colore arancione, sottile e profumata, con un'albedo molto rarefatta e granulosa che consente una facile pelatura del frutto. Spesso la buccia addirittura si distacca dalla polpa ancora prima che il frutto venga colto dal ramo, il che gli conferisce un aspetto "ammaccato". È particolarmente semplice rimuovere la buccia con le mani, proprio in quanto scarsamente attaccata alla polpa. Ha un profumo agrodolce e aromatico come la clementina; il gusto è molto dolce.
I mandarini sono normalmente consumati come frutta fresca o lavorati nella produzione di marmellate e frutta candita. Dalla buccia si estrae un olio essenziale che è un liquido di colore giallo oro leggermente fluorescente. Chimicamente si tratta perlopiù di d-limonene che spesso viene sofisticato con l'olio ricavato dal frutto intero non maturo.
Un albero adulto può dare da 400 a 600 frutti all'anno.

## Tassonomia
Il mandarino, assieme al cedro (Citrus medica) e al pomelo (Citrus maxima), è considerato uno dei tre agrumi da cui si originano, per successivi incroci e ibridazioni, tutte le specie commestibili di agrumi oggi note.
Sebbene si sia a lungo identificato il 'mandarino' con la specie C. reticulata, una popolazione selvatica di C. reticulata non è mai stata formalmente descritta e la descrizione formale della specie si è basata a lungo su esemplari coltivati provenienti dalle Filippine. Recenti studi del genoma di svariati ceppi di mandarini coltivati sono giunti alla sorprendente conclusione che i ceppi "tradizionali" di mandarino siano in realtà tutti degli ibridi tra C. maxima e C. reticulata, non potendosi individuare in nessuno dei ceppi coltivati una forma "pura" di C. reticulata. Ne consegue che i mandarini attualmente circolanti, debbano essere ascritti in realtà al complesso Citrus × aurantium. Se si accetta il carattere ibridogeno di C. × reticulata resta da chiarire quale sia il progenitore selvatico di tale entità; tra le rare popolazioni di mandarini selvatici tuttora esistenti in Cina, Citrus daoxianensis, una entità selvatica che cresce nella Contea di Dao, nella provincia di Hunan, sarebbe il progenitore a cui fare riferimento.
Tuttavia, considerato l'uso fattone per decenni nella letteratura specialistica, è stata avanzata una proposta alla International Association for Plant Taxonomy di considerare il binomio Citrus reticulata come nomen conservandum, istituendo formalmente un neotipo di Citrus reticulata a partire dalle popolazioni selvatiche della provincia di Hunan, assicurando così stabilità al termine utilizzato da tutta la moderna letteratura citrologica.
A tale proposta si adegua la letteratura specialistica più recente nonché il database Plants of the World Online, che ha posto il binomio Citrus daoxianensis in sinonimia con C. reticulata.

## Varietà

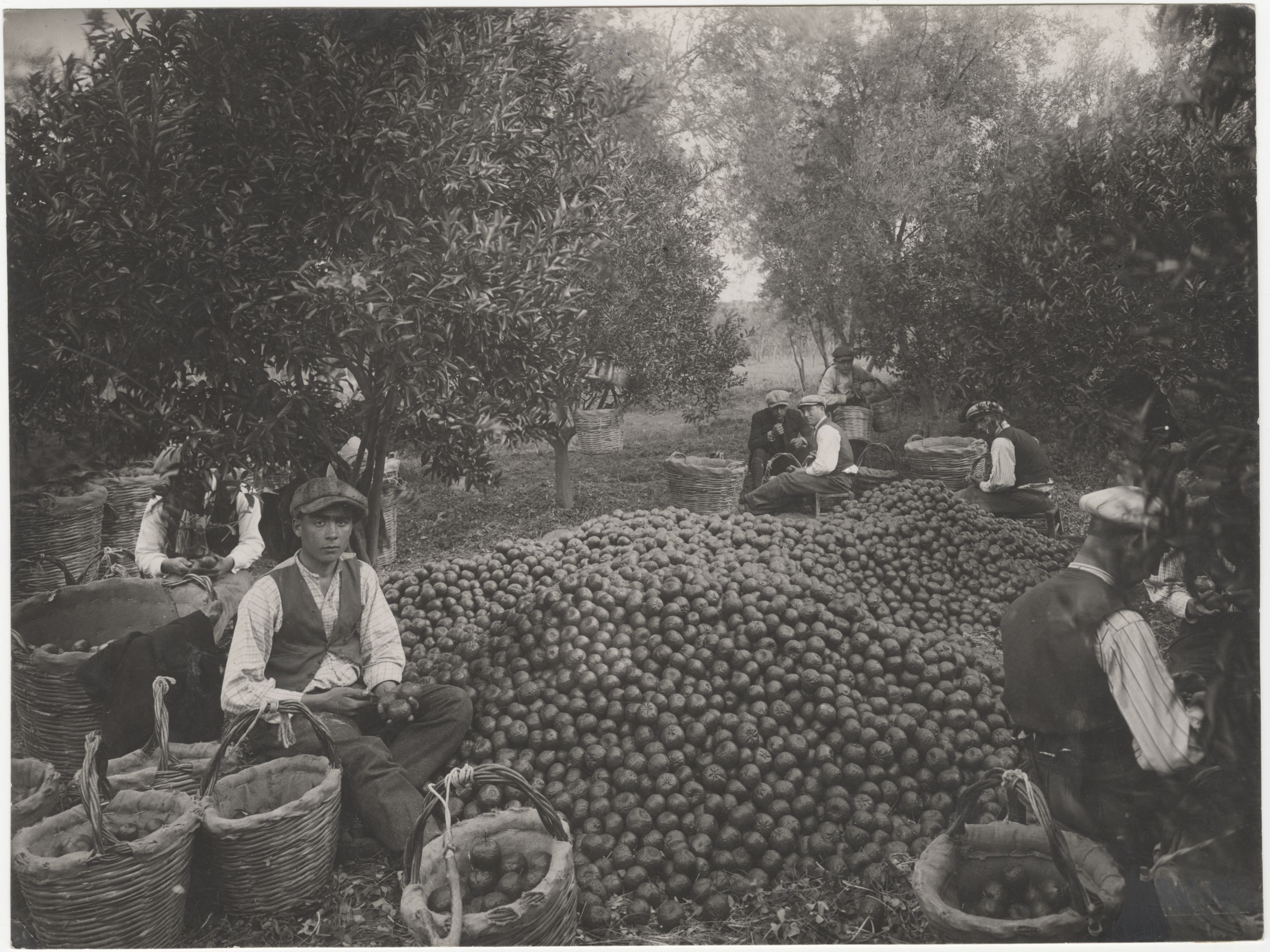
Raccolto di mandarini in Italia nel 1940

Negli Stati Uniti d'America la varietà più coltivata è la satsuma o mikan, importata nel 1876 dal Giappone. Da notare che Satsuma, oltre al nome di una regione nel Kyūshū, è anche una città dell'Alabama cresciuta con i mandarineti. Questa varietà viene coltivata anche in Sicilia, assieme all'avana e al paternò. Da non dimenticare il mandarino tardivo di Ciaculli (tutelato da Slow Food), dal sapore zuccherino, che viene coltivato nell'omonima frazione di Palermo, nel cuore della pianura Conca d'oro. Viene denominato "tardivo" per via di una maturazione prolungata fino ai primi giorni del mese di marzo.
Nel Regno Unito e negli USA il mandarino viene chiamato anche tangerine, dal che possiamo dedurre che il frutto veniva importato dapprima dal Mediterraneo, presso il porto marocchino di Tangeri. Ma si tratta in realtà di due distinte varietà. Il vero mandarino è di colore arancio chiaro e leggermente appiattito; il peduncolo si trova in una piccola infossatura. Il tangerino è un ibrido del mandarino con l'arancio, perciò la buccia è di clementine arancio acceso; il peduncolo esce da una piccola protuberanza (come in certi limoni); le foglie sono più larghe.
Alcuni esperti, specialmente americani, includono tra i mandarini anche le clementine, ma la classificazione è molto discussa. Anche le clementine sono degli ibridi, e precisamente tra il mandarino e l'arancio amaro, per cui – come i tangerini -  si potrebbero catalogare a pari diritto pure tra gli aranci. È stata fatta anche la proposta di includere in un'eventuale unica varietà comune sia i tangerini sia i clementini. I tangerini sono ritenuti una varietà di mandarini, mentre i clementini fanno specie a parte, in quanto hanno dimostrato di possedere qualità durature e ripetibili, il che li porrebbe sullo stesso piano, ad esempio, delle limette. Ma una classificazione definitiva non è stata ancora concordata.

## Alcuni agrumi chiamati "mandarini"

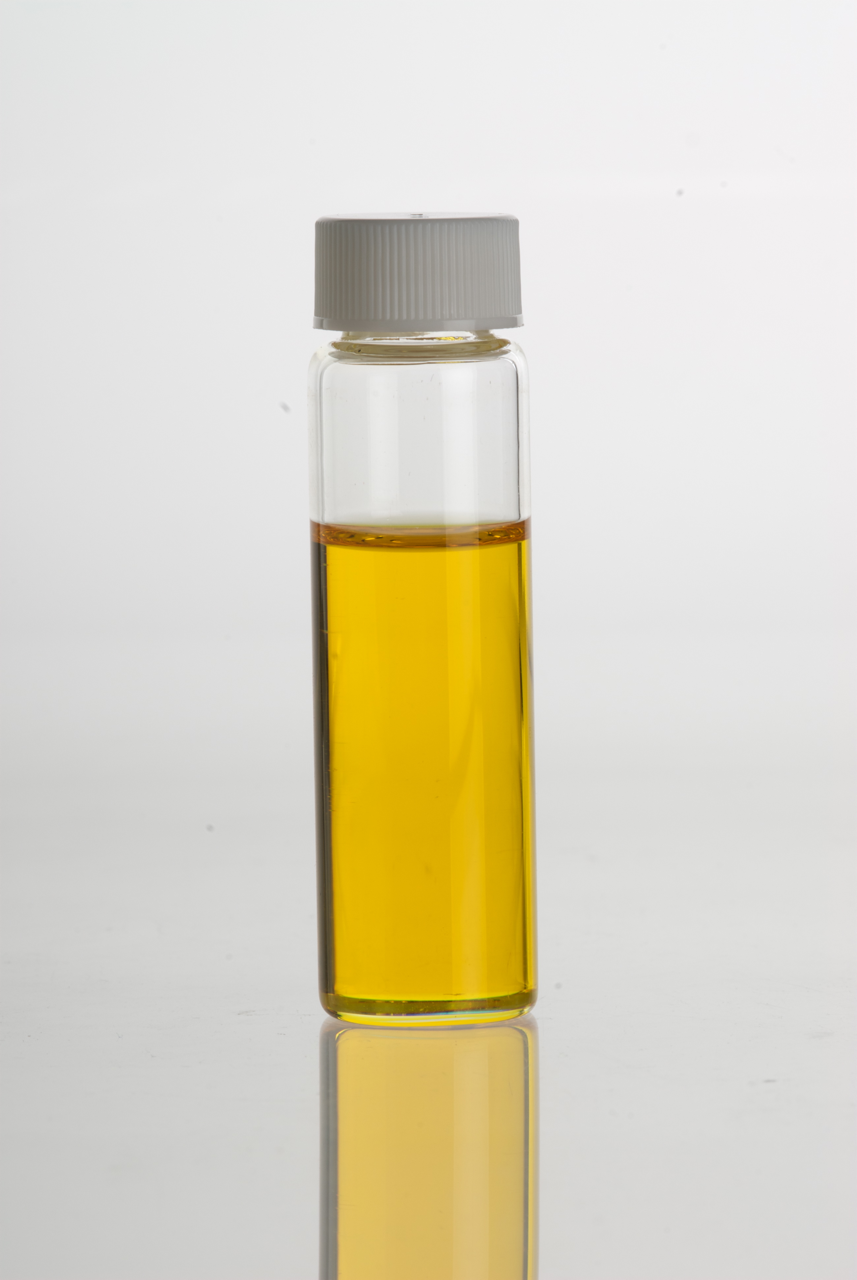
Olio essenziale di mandarino

Tenendo presente quanto sopra detto a proposito delle molteplici varietà ed ibridazioni di questo frutto, nonché della relativa incertezza sulla loro classificazione, si indicano di seguito alcune tra le più note denominazioni commerciali del mandarino.
- Mandarino arena – Citrus reticulata Blanco
- Mandarino ponkan – Citrus reticulata Blanco
- Clementina - Citrus × clementina hort. ex Tanaka
- Mandarino satsuma - Citrus × unshiu Marcow.
- Mandarino tangerino - Citrus × tangerina hort. ex Tanaka
- Mandarino tachibana - Citrus × tachibana (Takino) Tanaka
- Mandarino calamondino - Citrus × microcarpa Bunge

## Produzione
| I 10 maggiori produttori di mandarino nel 2018 | I 10 maggiori produttori di mandarino nel 2018 |
| Paese                                          | Produzione (tonnellate)                        |
| ---------------------------------------------- | ---------------------------------------------- |
| Cina                                           | 19.035.444                                     |
| Spagna                                         | 1.978.581                                      |
| Turchia                                        | 1.650.000                                      |
| Marocco                                        | 1.208.789                                      |
| Egitto                                         | 1.068.351                                      |
| Brasile                                        | 996.872                                        |
| Stati Uniti                                    | 804.670                                        |
| Giappone                                       | 773.700                                        |
| Italia                                         | 699.832                                        |
| Corea del Sud                                  | 646.218                                        |
| Mondo                                          | 34.393.431                                     |